# پیمان ماندگار
پیمان ماندگار (۱۳۵۱-آبادان) کارگردان، عکاس و فیلمنامه‌نویس اهل ایران است.
بیشتر کارهای ماندگار فیلم‌های کوتاه می‌باشد که در صدا و سیمای مرکز آبادان نیز پخش شده‌اند. در اکثر آثار وی علی اکبر اودود به عنوان بازیگر حضور داشته‌است.   همچنین وی یک بار برای کارگردانی فیلم رستاخیز به دریافت جایزه ویژه هیئت داوران جشنواره کیمرا در ایتالیا نائل شد.

## آثار
آثار پیمان ماندگار عمدتاً فیلم‌های کوتاه، مستند و مجموعه‌های تلویزیونی هستند که مورد آخر در صدا و سیمای مرکز آبادان پخش می‌شده‌اند. وی همچنین سابقه همکاری با مسعود کیمیایی (فیلم مرسدس) و احمد نجفی را به عنوان یکی از عوامل دست اندرکار داشته‌است.
فیلم‌های کوتاه:
- محافظ (۱۳۷۷)
- بزنگاه (۱۳۷۸)
- جنوب (۱۳۷۹)
- عفونت (۱۳۸۰)
- کدئین (۱۳۸۱)
- کولاک (۱۳۸۳)[۴]
- کلکسیون (۱۳۸۴)
- رستاخیز (۱۳۸۶)
- سانسور (۱۳۸۹)
- سرکوب (۱۳۹۱)

آثار مستند:
- معادن خوزستان (۱۳۸۲)
- ضیافت کیش (۱۳۸۱)
- رد پا (ویژه محرم ۱۳۸۷)
- یک مسجد یک حماسه (۱۳۸۸)
- به افق عشق (۱۳۸۸)
- با ستاره‌ها (۱۳۸۸)

مجموعه‌های داستانی:
- شهر خوبان (١٣٨٣)
- شهر آفتابی (۱۳۸۵)
- شهر نیکان (۱۳۸۹)
- چای شیرین (۱۳۹۰)

## جوایز
پیمان ماندگار تا کنون برنده جوایز بین‌المللی در زمینه فیلم‌های کوتاه شده‌است. فیلم شهر خوبان وی که یک فیلم ورزشی و طنز است و به مسائل و حواشی جام جهانی ۲۰۰۲ در شهر آبادان می‌پردازد ضمن کسب مقام بهترین فیلم ورزشی در کشور در سال ۱۳۸۲ همین مقام را در جشنواره فیلم‌های ورزشی میلان ایتالیا نیز بدست آورد. همچنین فیلم کدئین وی ضمن کسب جایزه بهترین فیلم کوتاه نوزدهمین جشنواره سراسری سینمای جوان ایران در جشنواره اوسولو در ایتالیا نیز حائز تندیس بهترین کارگردانی گردید. وی همچنین تا کنون جوایز متعددی در جشنواره‌های استانی در خوزستان نیز بدست آورده‌است.